# ディオン・ドーキンス
ディオン・ドーキンス（Dion Dawkins, 1994年4月26日 - ）は、アメリカ合衆国ニュージャージー州ラーウェイ出身のプロアメリカンフットボール選手。NFLのバッファロー・ビルズに所属している。ポジションはオフェンシブタックル。

## 経歴

### カレッジ
ドーキンスは2013年から2016年の44試合中41試合で先発出場した。また、4年生の後、オールアメリカン・アスレチック・カンファレンスのファーストチームに選ばれた。

### バッファロー・ビルズ
| 身長                           | 体重            | 腕 の 長 さ   | 手 の 大 き さ   | 40Yrd ダ ッ シ ュ | 10Yrd ス プ リ ッ ト | 20Yrd ス プ リ ッ ト | 20Yrd シ ャ ト ル | 3 コ 丨 ン ド リ ル | 垂 直 跳 び   | 立 ち 幅 跳 び      | ベ ン チ プ レ ス |
| ------------------------------ | --------------- | ------------- | ---------------- | ----------------- | -------------------- | -------------------- | ----------------- | ------------------- | ------------- | ------------------- | ----------------- |
| 6 ft 3+7⁄8 in (193 cm)         | 314 lb (142 kg) | 35 in (89 cm) | 9+7⁄8 in (25 cm) | 5.11 s            | 1.79 s               | 2.94 s               | 4.78 s            | 7.30 s              | 26 in (66 cm) | 8 ft 10 in (2.69 m) | 26 回             |
| All values from NFLコンバイン. |                 |               |                  |                   |                      |                      |                   |                     |               |                     |                   |

ドーキンスは、 2017年のNFLドラフトの2巡目（全体63位）でバッファロー・ビルズに指名された。ドーキンスは、ウェスタンケンタッキー大学のオフェンシブガードであるフォレスト・ランプに次ぐ、2017年にドラフトされた2番目のオフェンシブガードだった。
2017年5月19日、ビルズはドーキンスと4年418万ドルのルーキー契約を結び、183 万ドルの保証と118万ドルの契約ボーナスが支払われた。彼はコーディ・グレンの代理としてレフトタックルとして11試合に先発出場し、16試合すべてに出場した。ドーキンスは、2017年にプロ・フットボール・フォーカスの評価で総合成績74.5 を獲得した。
2018年シーズンには先発選手として指名され、第10週のニューヨーク・ジェッツ戦では、クォーターバックのマット・バークリーから7ヤードのタッチダウンパスをキャッチし、キャリア初のパスをキャッチした。
2020年8月13日、ドーキンスはビルズと3,400万ドルの保証を含む、4年間6,000万ドルの契約延長にサインした。
2021年シーズンにはキャリア初のプロボウルにも選ばれた。
2022年シーズンもオーランド・ブラウン・ジュニアの代理としてプロボウルに追加選出された。
2024年3月11日、ビルズと3年総額6,050万ドルの契約延長に合意した。2024年シーズン、4年連続のプロボウルに選出され、ビルズではルーベン・ブラウン（8回）以来となる、4回以上プロボウルに選出されたオフェンシブラインマンとなった。